# Graphium agamemnon
Graphium agamemnon (Synonym: Papilio agamemnon) ist ein in Asien und Australien vorkommender Schmetterling aus der Familie der Ritterfalter (Papilionidae) und der Unterfamilie der Schwalbenschwänze (Papilioninae). Das Artepitheton geht auf Agamemnon, einen Heerführer aus der griechischen Mythologie zurück.

## Merkmale

### Falter
Die Flügelspannweite der Falter beträgt 70 bis 100 Millimeter. Zwischen den Geschlechtern besteht kein Sexualdimorphismus, da Männchen und Weibchen die gleichen Zeichnungselemente aufweisen. Die Vorderflügel sind leicht gebogen und bilden am Apex eine kräftige Spitze. Nahe dem Analwinkel der Hinterflügel befindet sich ein kurzer Schwanzfortsatz. Sämtliche Flügeloberseiten haben eine schwarze Grundfarbe, die durch ein deutliches grünes Fleckenmuster überdeckt wird. Die Zeichnung der Unterseite gleicht der Oberseite, zeigt jedoch eine braune Grundfarbe. In der Basalregion hebt sich ein rotbraun angelegter, schwarzer Fleck ab.

### Präimaginalstadien
Das Ei ist kugelrund, glatt und cremig weiß bis hellgelb gefärbt.
Die Raupe ist in ihrem ersten Stadium im vorderen Bereich überwiegend schwarz und am Ende weißlich, sie ähnelt dadurch Vogelkot. Diese Vogelkotmimese ist ein sehr effektiver Schutz vor Fressfeinden. Im zweiten Stadium schwillt der Bereich hinter dem Kopf ballonartig an. Danach verfärbt sie sich in ein helles Grün mit dunkelgrünen Flecken. Sie zeigt im dritten und vierten Stadium außerdem kurze, seitliche Stacheln an den vorderen drei Thoraxsegmenten sowie am Analsegment. Die ausgewachsene Raupe hat eine glatte Körperoberfläche, ist nahezu einfarbig grün und verjüngt sich zum Körperende. Um Fressfeinde abzuschrecken, sind die Raupen in der Lage, ein Osmaterium auszustülpen.
Die Puppe hat eine gestreckte Form, ist überwiegend grün gefärbt und besitzt am Hinterkopf eine hornartige rostbraune Verdickung. Sie wird als Gürtelpuppe an Zweigen befestigt.

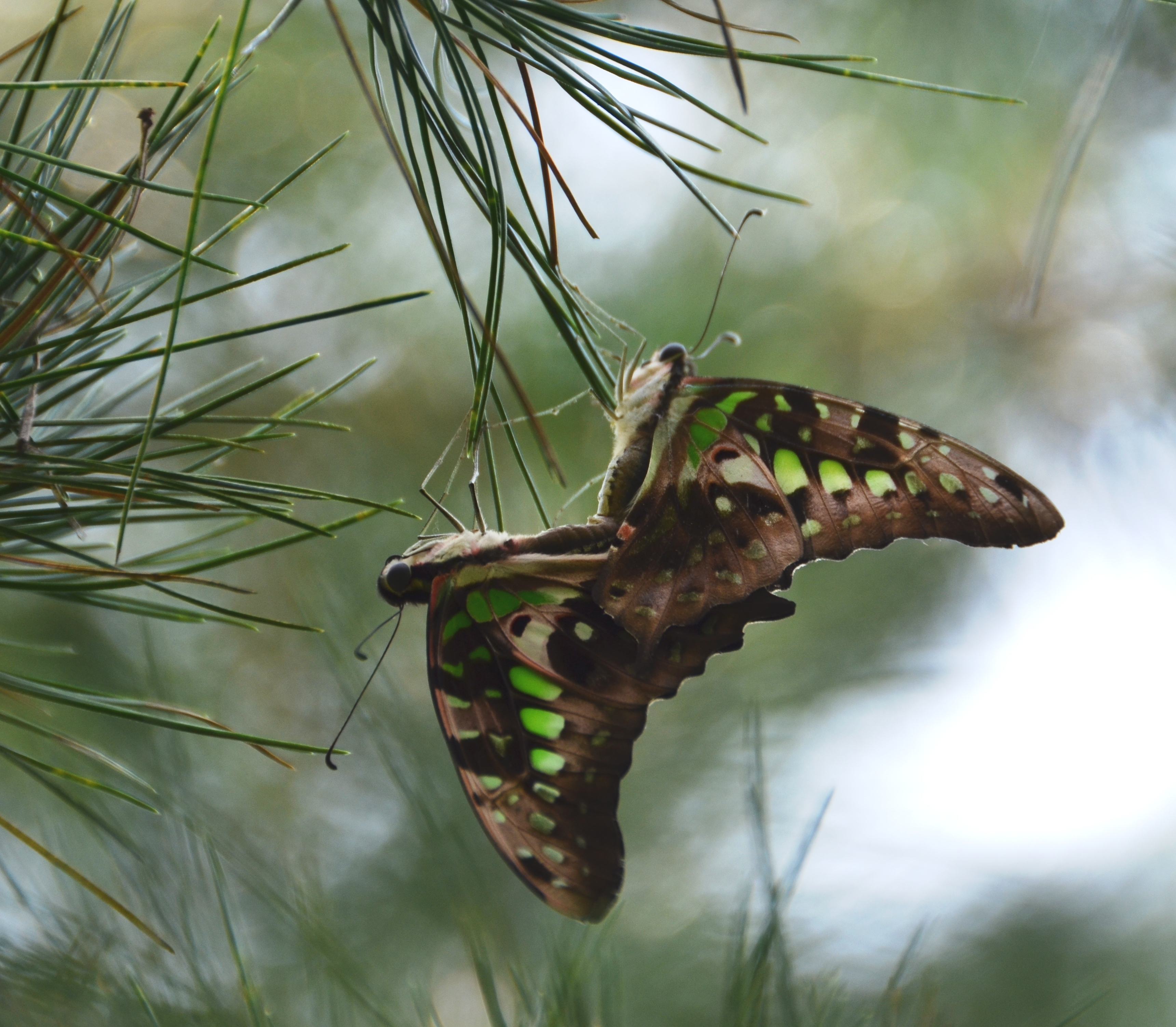
Paarung und Flügelunterseite
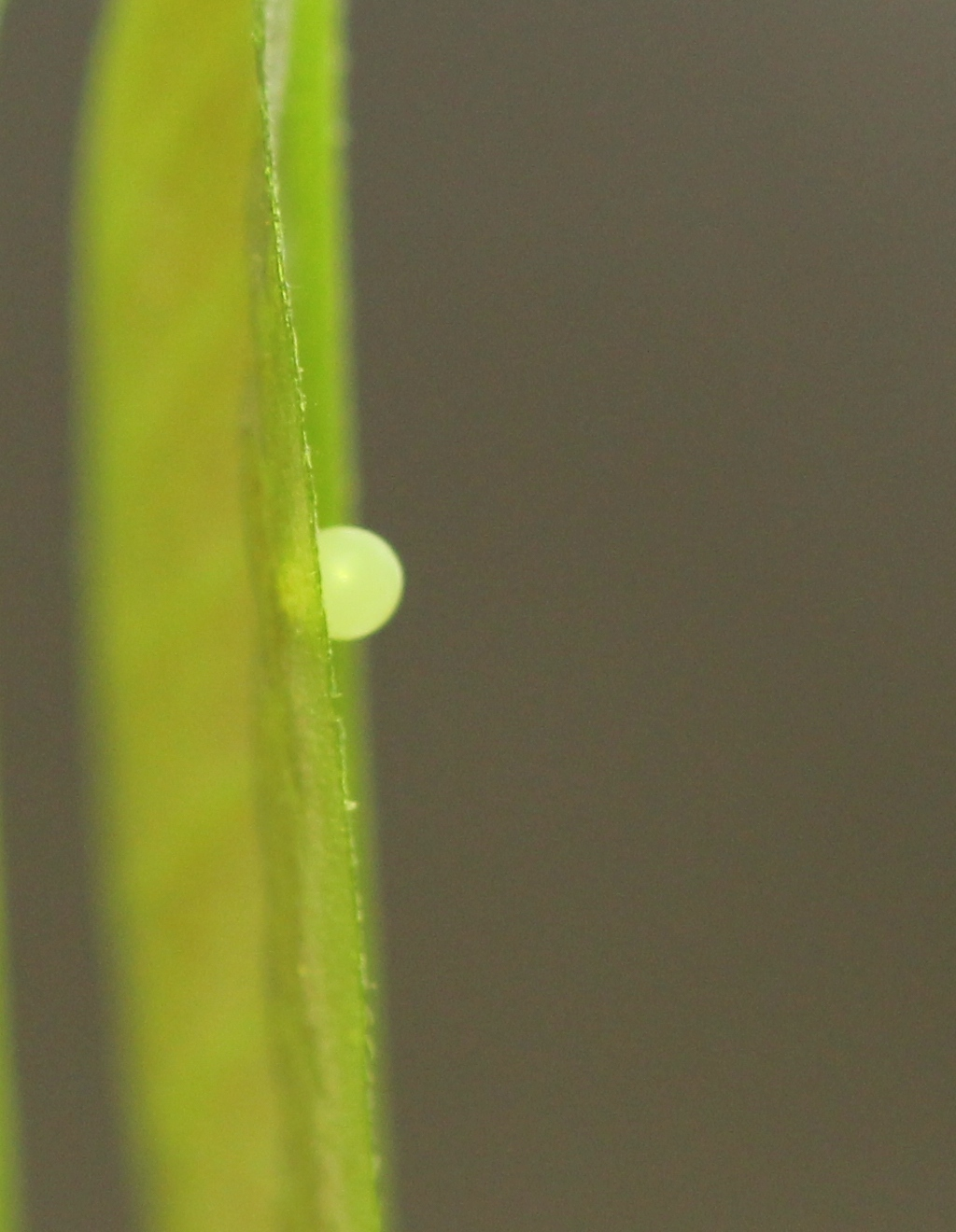
Ei
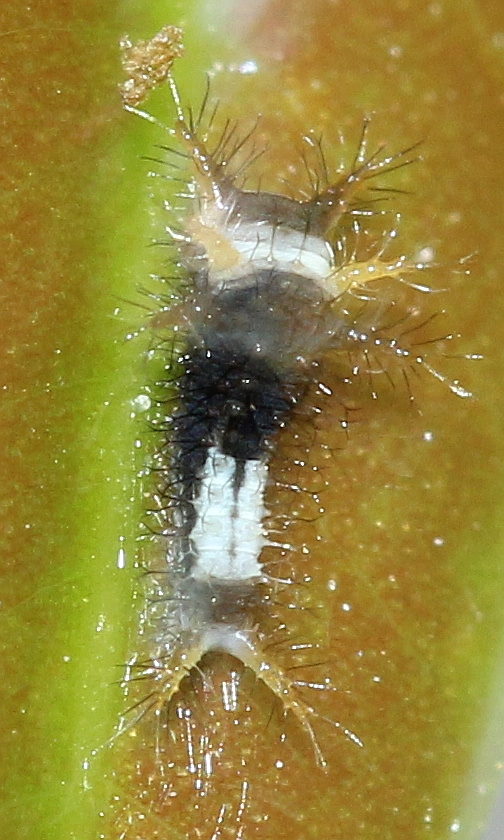
Raupe erstes Stadium
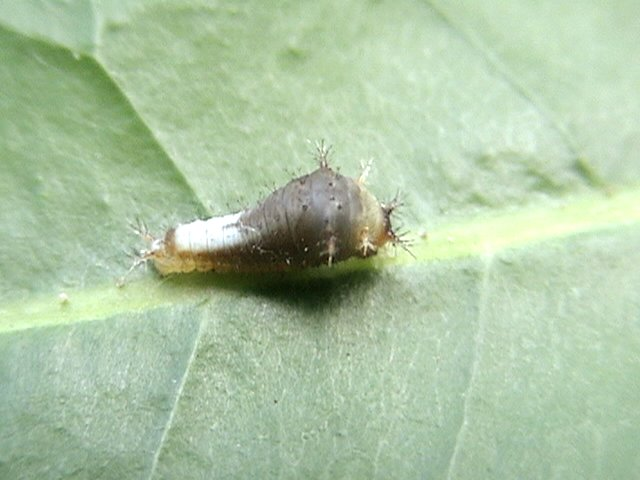
Raupe zweites Stadium
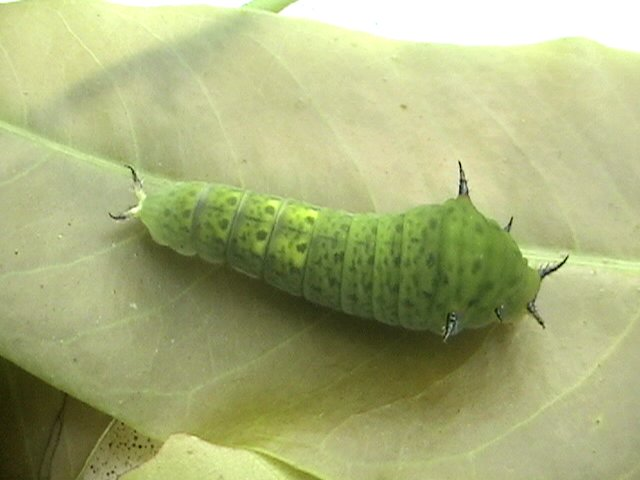
Raupe viertes Stadium
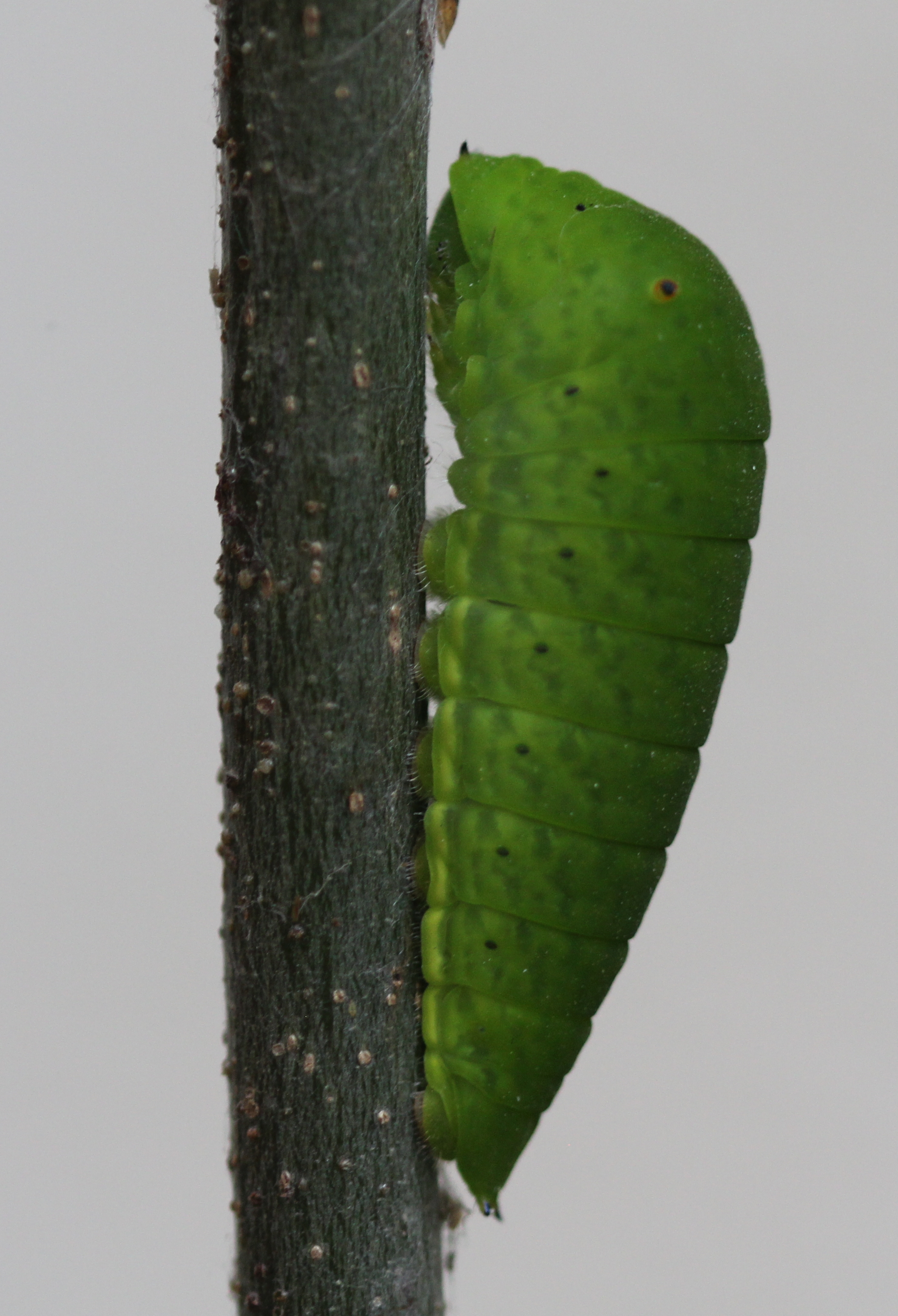
Ausgewachsene Raupe
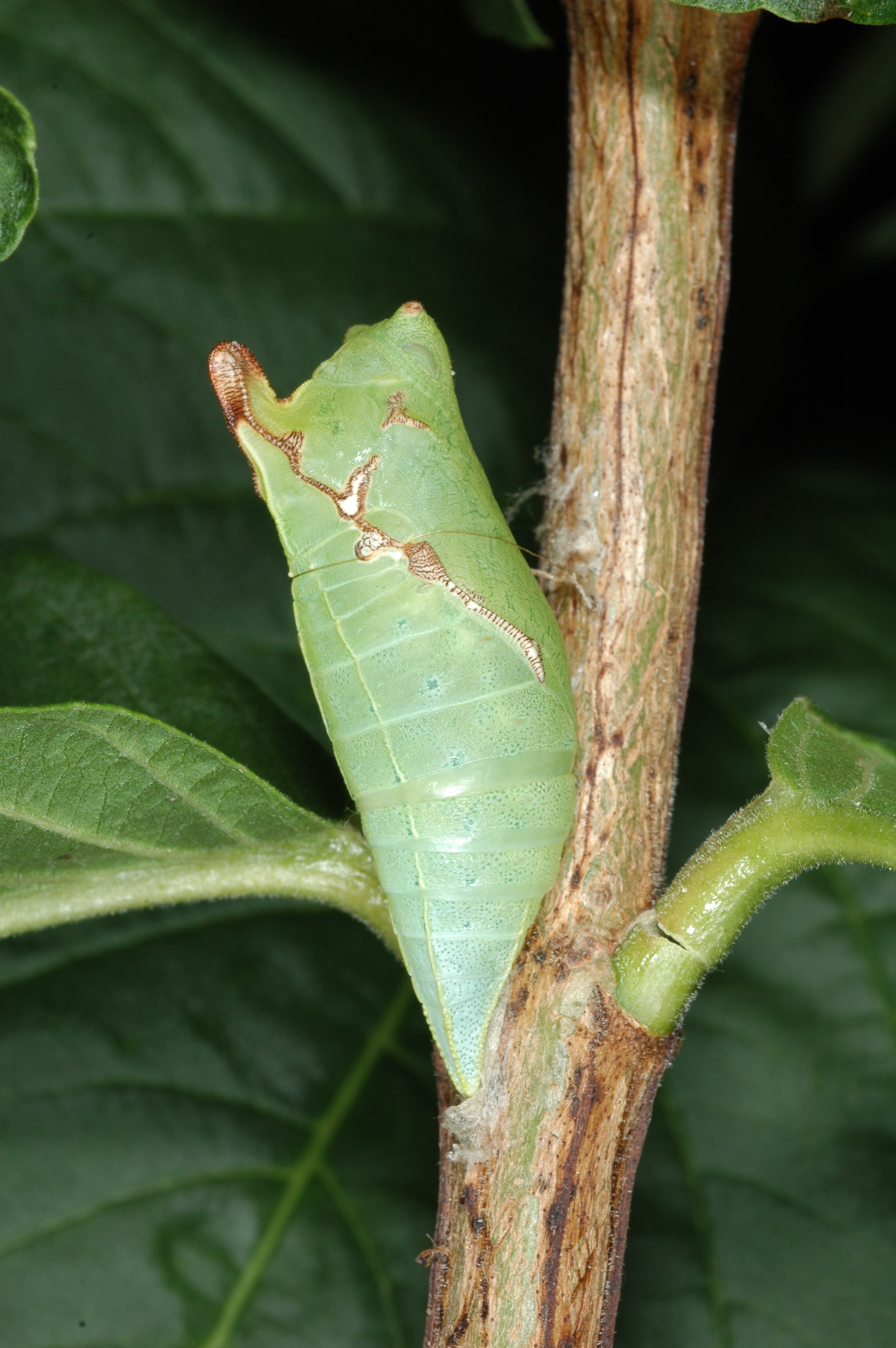
Puppe

## Verbreitung, Unterarten und Lebensraum
Die Art kommt von Indien, Sri Lanka, Nepal und Südchina Richtung Osten durch Südostasien bis Australien verbreitet vor. In den verschiedenen Vorkommensgebieten werden derzeit zwanzig Unterarten klassifiziert. Graphium agamemnon besiedelt feuchte Laubwälder und Flussufer sowie ländliche Gebiete. Durch den Anbau von Polyalthia longifolia (der Hauptnahrungspflanze der Raupen) in Gärten, ist die Art zunehmend auch in Städten zu finden.

## Lebensweise
Die Falter fliegen in aufeinander folgenden Generationen. Die Eier werden einzeln auf junge Blätter der Nahrungspflanze abgelegt. Sie benötigen drei bis vier Tage bis zum Schlüpfen der Raupen, die dann über einen Zeitraum von 15 bis 16 Tagen fünf Stadien bis zur Verpuppung durchlaufen. Die Puppenzeit beträgt 13 bis 14 Tage. Im Durchschnitt werden sieben bis acht Generationen im Jahr gebildet. Die Falter halten sich gerne in höher gelegenen Baumregionen auf. Während die Weibchen zuweilen Blüten besuchen, saugen die Männchen am Boden an Kot oder feuchten Erdstellen, um Flüssigkeiten sowie Mineralstoffe aufzunehmen. Die Raupen ernähren sich bevorzugt von den Blättern von Polyalthia longifolia sowie von Magnolien- (Magnolia) oder Annona-Arten.

## Trivia
Carl von Linné bezeichnete im Jahr 1758 das Epitheton vieler Schmetterlingsarten in seiner Systema naturae (10. Auflage) nach Personen aus der griechischen Mythologie, so auch Papilio agamemnon, dessen Name auf Agamemnon, einen Herrscher von Mykene und Heerführer im Trojanischen Krieg zurückzuführen ist. Zu weiteren Arten, die als „Trojanische Ritter“ (Equites Trojani) bzw. „Achaische Ritter“ (Equites Achivi) bezeichnet wurden, zählen u. a. die folgenden (mit ihren Namensgebern): Papilio priamus (Priamos), Papilio hector (Hektor), Papilio paris (Paris), Papilio ulysses (Odysseus), Papilio helena (Helena), Papilio menelaus (Menelaos) und Papilio achilles (Achilleus). Linné verwendete für all diese Arten die Gattungsbezeichnung Papilio, die sich nach neuesten taxonomischen Erkenntnissen jedoch teilweise geändert hat. So wird die hier behandelte Art inzwischen als Graphium agamemnon bezeichnet.